# 插水 (籃球術語)
假摔（Flop）是一個籃球術語，是指一名球員在輕微甚至沒有被犯規下以跨張方式倒地，目的是為了博取對方犯規。這樣有時被稱為「演戲」。因為這行為是為了欺騙球證，一般被視為不君子行為。即使如此，插水仍然常被職業球員甚至頂級球星廣泛使用。NBA在1997年加設4尺虛線以防止插水。2012/13球季開始，NBA賽會開始對插水球員罰款或停賽。若在球場上被抓到插水，則會在看慢鏡重播後罰插水球員技術犯規。2012/13球季NBA球例10.6章列明「欺騙被侵犯」屬不君子行為，會被判屬技術犯規。不過，球證極少吹罰插水犯規。